# Kevin Carlos
Kevin Carlos (Ceuta, 2001. április 10. –) spanyol labdarúgó, a svájci Basel csatára.

## Pályafutása
Carlos a spanyolországi Ceuta városában született. Az ifjúsági pályafutását a Huesca akadémiájánál kezdte.
2018-ban mutatkozott be az Almudévar felnőtt keretében. 2019-ben a másodosztályban szereplő Huescához igazolt. A 2023-as év első felében a Real Betis B, míg a 2023–24-es szezon első felében a svájci első osztályban szereplő Yverdon-Sport csapatát erősítette kölcsönben. A svájci klubnál 2023. július 23-án, a Zürich elleni mérkőzésen lépett először pályára. Augusztus 13-án, a Lugano ellen megszerezte első gólját is. 2024 január 3-án az Yverdonhoz csatlakozott. A 2023–24-es idényben megszerezte a bajnokság gólkirályi címét. 2024. augusztus 23-án négyéves szerződést kötött a Basel együttesével. Augusztus 31-én, a Sion ellen debütált. Október 20-án, a St. Gallen ellen hazai pályán 2–1-es győzelemmel zárult bajnokin kétszer is betalált az ellenfél hálójába.

## Sikerei, díjai
Egyéni
- A svájci első osztály gólkirálya: 2023–24 (14 góllal)